# Rocconota
Rocconota är ett släkte av insekter. Rocconota ingår i familjen rovskinnbaggar.
Kladogram enligt Catalogue of Life:
| Rocconota | \| \| Rocconota annulicornis \| \| \| \| \| \| Rocconota sextuberculata \| \| \| \| |
|           | \| \| Rocconota annulicornis \| \| \| \| \| \| Rocconota sextuberculata \| \| \| \| |
|           | Rocconota annulicornis                                                              |
|           |                                                                                     |
|           | Rocconota sextuberculata                                                            |
|           |                                                                                     |